# École nationale supérieure d'informatique pour l'industrie et l'entreprise
École nationale supérieure d'informatique pour l'industrie et l'entreprise er et fransk ingeniør-institut tilknyttet Université Paris-Saclay (associeret medlem).
Instituttet blev oprettet i 1968 (Institut d'informatique d'entreprise) i 2005 (École nationale supérieure d'informatique pour l'industrie et l'entreprise) og har i dag omkring 500 studerende. 
48°38′N 2°26′Ø / 48.63°N 2.43°Ø